# デルタ・ダーン
デルタ・ダーン（Delta Dawn、女性）は、カナダのプロレスラー。ブリティッシュコロンビア州バンクーバー出身。ニシキヘビを身にまとい、凶器として使用したことで知られる。

## 来歴
1980年代に地元バンクーバーで活動し、王座にも君臨。
1989年、全日本女子プロレスに初来日。ブル中野や同じ時期に来日していたメデューサとタッグを組み、クラッシュギャルズのライバルとなった。長与千種が持つIWA世界女子王座を懸けてシングルで対戦。また、小松美加&小倉由美が持つWWWA世界タッグ王座にも挑戦し、両軍リングアウト。
その後、FMW旗揚げに参戦。1991年5月29日、大田区体育館にて工藤めぐみが持つWWA世界女子王座に挑戦した。

## 得意技
ブレーンバスター

## 獲得タイトル
- UWA世界女子王座（バンクーバー版）[2]

## 関連書籍
- 『1997女子プロレス☆オールスター SUPER CATALOGUE』P69（1997年、日本スポーツ出版社)